# Hamilton, Joe Frank & Reynolds
Hamilton, Joe Frank & Reynolds est un trio de soft rock actif dans les années 1970 à Los Angeles.
Les membres fondateurs étaient Dan Hamilton (guitare/voix principale), Joe Frank Carollo (basse/voix) et Tommy Reynolds (multi-instrumentiste/voix).